# Портрети Івана Мазепи
Список портретів та зобаржень гетьмана Івана Мазепи та які помилково вважалися такими.
За життя Івана Мазепи було створено кілька гравюр та олійних портретів. За наказом Петра їх знищили після оголошення анафеми. Кілька копій збереглося. 
| Зображення | Автор                         | Час створення        | Коментар |
| ---------- | ----------------------------- | -------------------- | --- |
|            | Невідомий художник            | 2 пол. XVII століття | Ілюстрація до тексту літопису Самійла Величка |
|            | Іван Нікітін                  | 1720                 | Виконаний придворним художником російського імператора. Зберігається у Російському музеї у Санкт-Петербурзі. У підписі до портрету немає імені Мазепа, зі зворотного боку полотна є лише напис "гетьман наполно", тому картину називали "напольний гетьман". Те, що це портрет Мазепи було лише припущенням і з часом було спростовано науковцями. |
|            | Афанасій Афанасьєв            | 1840-ті              | Виконаний російським гравером для збірки портретів відомих українських діячів Платона Бекетова, виданої у Москві у 1844 році. |
|            | Жан-П'єр Норблен де ля Ґурден | 1775                 | Портрет, який помилково ототожнюють з портретом І. Мазепи. Насправді це був портрет «жида-орендаря» з маєтку Чарторийських, прозваного Мазепою. Або портрети літньої людини, під загальної назвою «портрети «підгорецького» типу». Втім, цей гравійований портрет літнього чоловіка з роздвоєною бородою відомого польського художника зазнав різноманітних варіацій. |
|            | Степан Землюков               | 1840-ті              | Портрет, зроблений на замовлення Петра Галагана його кріпацьким художником, образ запозичено з гравюри О. Осипова, вміщених в "історії Малої Росії" Д. Бантиш-Каменського. Зберігається в Чернігівському художньому музеї. |
|            | Невідомий художник            | 1730-1760-і          | Походить з колекції в. Бутовича, нащадка колишнього генерального осавула Г. Бутовича, що належав до однодумців гетьмана І. Мазепи. Зі слів В. Бутовича стало відомо, що ще у першій половині ХІХ ст. була здійснена дуже невдала реставрація портрету, здійснена невідомим доморослим кріпосним маляром, що суттєво зіпсувало оригінал портрету. Було підмальовано обличчя, змінено кольори, домальовано стрічку та зірку ордену св. Андрія Первозваного. Ситуацію значно погіршила наступна реставрація портрета, здійснена в середині 50-х рр. ХХ ст. Зберігається в Національному музеї історії України. |
|            | Невідомий художник            | бл.1700              | Зберігається в картинній галереї м. Гріпсгольма, помилково атрибутований співробітником галереї як портрет Мазепи у близько 1823 року, коли один з нащадків роду Цедергельмів (Cederhіelm) передав до новоствореного музею полотно, що зберігалося в його родині з 1702 року. Портрет із замку Гріпсгольм насправді є копією портрета Казимира Павла Яна Сапєги (1637—1742). |
|            | Мартін Бернігерот             | 1706                 | Прижиттєва гравюра, що вперше вона була опублікована у відомому європейському журналі XVIII ст. Die Europaische Fama |
|            | Гнат Хоткевич                 | 1909                 | |
|            | Невідомий художник            | 1720-ті              | Портрет розміщений був в Успенському соборі Києво-Печерської лаври і імовірно зображує Івана Мазепу у молодому віці – орієнтовно 35–40 років. |
|            | Невідомий художник            | 1725-1750-ті         | «Портрет Івана Мазепи в латах з андріївською стрічкою» був подарований Д. Яворницькому А. Квоненштадтом близько 1905 р. Д. Яворницький передав його до Катеринославського обласного музею ім. О. М. Поля. До 1957 р. портрет зберігався у Дніпропетровському історичному музеї ім. Д. І. Яворницького, після чого був переданий до Дніпропетровського художнього музею. |
|            | Іван Мигура                   | 1705                 | На гравюрі Мигури, Мазепа зображений в образі Марса в оточенні алегорій своїх чеснот (добрих справ). |